# Завоевание Юкатана
Испанское завоевание Юкатана — кампания, предпринятая испанскими конкистадорми против позднего постклассического майя государства и государства на полуострове Юкатан, обширной известняковой равнине, покрывающей юг. восточная Мексика, северная Гватемала и весь Белиз. Испанское завоевание полуострова Юкатан сдерживалось его политически раздробленным государством. Испанцы использовали стратегию концентрации коренного населения в недавно основанных колониальных городах. Сопротивление представителям сообществ новым сообществам, принятым в недоступные регионы, такие как лес, или присоединение к соседним группам майя, которые ещё не подчинялись испанцам. У майя засада была излюбленным приемом. Испанское вооружение включало палаши, рапиры, копья, пики, алебарды, арбалеты, фитили и легкая артиллерия . Воины майя сражались копьями с кремнёвыми наконечниками, луками, стрелами и камнями и носили мягкие хлопковые доспехи, чтобы защитить себя. Испанцы принесли ряд болезней Старого Света, ранее неизвестных в Америке, вызывающих опустошительные эпидемии, охватившие коренное население.
Первое столкновение с юкатекскими майя могло произойти в 1502 году, когда во время четвёртого рейса Христофор Колумб натолкнулся на большое торговое каноэ у Гондураса . В 1511 году испанцы, выжившие в потерпевшей кораблекрушение, каравелле под названием Санта-Мария-де-ла-Барка, искали убежища среди национальных восточного побережья полуострова. Шесть лет спустя Эрнан Кортес связался с двумя выжившими, Херонимо де Агилар и Гонсало Герреро. В 1517 году Франсиско Эрнандес де Кордова вышел на берег на оконечности полуострова. Его экспедиция продолжилась вдоль побережья и понесла большие потери в решающем сражении при Чампотоне, вынудив его отступить на Кубу. Хуан де Грихальва исследовал побережье в 1518 году и слышал рассказы о богатой Империи ацтеков дальше на запад. В результате этих слухов Эрнан Кортес отправился в плавание с другим флотом. От Косумеля он продолжил путь по полуострову до Табаско, где он сражался в Потончане; оттуда Кортес продолжил завоевание Империи ацтеков. В 1524 году Кортес возглавил большую экспедицию в Гондурас, пересекшую южную Кампече и Петен на территории нынешней северной Гватемалы. В 1527 году Франсиско де Монтехо отплыл из Испании с небольшим флотом. Он оставил гарнизоны на восточном побережье и подчинил себе северо-восток полуострова. Затем Монтехо вернулся на восток и обнаружил, что его гарнизоны почти уничтожены; он использовал корабль снабжения, чтобы исследовать юг, прежде чем вернуться через весь полуостров в центральную Мексику. Монтехо усмирил Табаско с помощью своего сына, которого также звали Франсиско де Монтехо.
В 1531 году испанцы переместили свою базу операций в Кампече, где они отразили значительную атаку майя. После этой битвы испанцы основали город в Чичен-Ице на севере. Монтехо разделил провинцию среди своих солдат. В середине 1533 года местный майя восстали и осадили небольшой испанский гарнизон, который был вынужден бежать. К концу 1534 или началу 1535 года испанцы отступили из Кампече в Веракрус . В 1535 году мирные попытки францисканского ордена включить Юкатан в состав Испанской империи потерпели неудачу после того, как возобновшееся испанское военное присутствие в Чампотоне вытеснило монахов. Чампотон к тому времени был последним испанским форпостом на Юкатане, изолированным от враждебного населения. В 1541—1542 гг. В Кампече и Мериде были основаны первые постоянные испанские городские советы на всем полуострове. Когда могущественный лорд Мани обратился в римско-католическую религию, его подчинение Испании и обращение в христианство побудили лордов западных провинций принять испанское правление. В конце 1546 года союз восточных провинций поднял безуспешное восстание против испанцев. Восточные майя потерпели поражение в единственной битве, которая ознаменовала окончательное завоевание северной части полуострова Юкатан.
Государства Петена на юге оставались независимыми и принятыми множеством представителей, спасающихся от испанской юрисдикции. В 1618 и 1619 годах две безуспешные францисканские миссии предприняли попытку мирного обращения все ещё языческого Ицы. В 1622 году Ица вырезали две испанские партии, пытающиеся достичь своей столицы Нойпетен. Эти события положили конец всем попыткам Испании связаться с Ицой до 1695 года. В течение 1695 и 1696 годов ряд испанских экспедиций пытались достичь Нойпетена из взаимно независимых испанских колоний в Юкатане и Гватемале. В начале 1695 года испанцы начали строить дорогу из Кампече на юг в сторону Петена, и активность усилилась, иногда со значительными потерями со стороны испанцев. Мартин де Урсуа-и-Арисменди, губернатор Юкатана, в марте 1697 г. напал на Нойпетен; город пал после короткого сражения. С поражением Ицы последнее коренное королевство в Северной и Южной Америке пало перед испанцами.

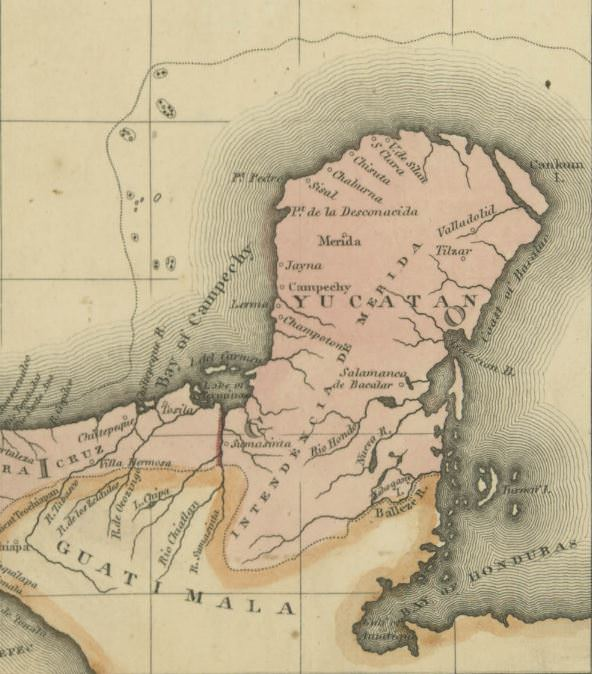
Карта Юкатана

## География
Полуостров Юкатан граничит с Карибским морем и восток и Мексиканский залив на север и запад. Его можно ограничить линией, идущей от Лагуна-де-Терминос на побережье Персидского залива до Гондурасского залива на побережье Карибского моря. Он включает современные мексиканские штаты Юкатан , Кинтана-Роо и Кампече, восточную часть штата Табаско, большую часть департамента Гватемалы из Петена и весь Белиз. Большая часть полуострова образована обширной равниной с небольшим количеством холмов или гор и в целом низкой базовой линией. 15-километровый участок высокого скалистого побережья тянется к югу от города Кампече на побережье Мексиканского залива. Ряд заливов расположен вдоль восточного побережья полуострова, с севера на юг это залив Четумал и залив Аматик . На северном побережье находится широкая песчаная прибрежная зона . Крайний север полуострова, примерно соответствующий штату Юкатан, имеет подстилающую основу, состоящую из плоских кайнозойских известняков. К югу от него известняк поднимается, образуя невысокую цепь Puuc Hills с крутым начальным уступом, идущим в 160 км (99 миль) к востоку от побережья Персидского залива около Шампотона, заканчиваясь примерно в 50 км (31 миль)) от побережья Карибского моря у границы с Кинтана-Роо. Холмы максимальной максимальной высоты 170 метров (560 футов).
В северо-западной и северной частях полуострова Юкатан выпадает меньше осадков, чем на остальной части полуострова; в регионах этих характерны высокопористые известняковые породы, в результате чего поверхностные воды меньше. Эта геология известняка приводит к тому, что большая часть дождевой воды фильтруется непосредственно через коренные породы в фреатическую зону, откуда она медленно течет к прибрежью, образуя большие подводные источники. Вдоль побережья берут начало различные пресноводные источники, образующие водопой. Фильтрация дождевой воды через известняк привела к образованию обширных систем пещер. Эти пещеры подвержены обрушению с образованием глубоких провалов; если дно пещеры глубже, чем уровень грунтовых вод, то образуется сенот .
Напротив, северо-восточная часть полуострова характеризует лесными болотами. В северной части полуострова нет рек, за исключением реки Чампотон — все остальные реки расположены на юге. Река Сибун течет с запада на восток от южной части центральной части Кинтана-Роо к озеру Бакалар на Карибском побережье; Рио-Хондо течет на север из Белиза и впадает в то же озеро. Озеро Бакалар впадает в залив Четумаль. Рио-Нуэво течет от озера Ламанаи в Белизе на север до залива Четумаль. Река Мопан и река Макал протекают через Белиз и соединяются, образуя реку Белиз, которая впадает в Карибское море. На юго-западе полуострова протекают реки Сан-Педро, , реки и реки, которые являются частью дренажа Мексиканского залива.
Регион Петен состоит из густо заросших лесами низменностей. известняковая равнина с карстовым рельефом. Район пересечен низкими грядами кайнозойского известняка, ориентированными с востока на запад, и представлен разнообразием лесов и типов почв; Источники воды, как правило, включают небольшие реки сезонные болота, известные как bajos. Цепь из четырнадцати озёр пересекает центральный водосборный бассейн Петена; во время сезона дождей некоторые из этих озёр соединяются между собой. Эта водосборная зона имеет размеры примерно 100 километров (62 миль) с востока на запад и 30 километров (19 миль) с севера на юг. Самое большое озеро озеро Петен-Ица , недалеко от центра водосборного бассейна; его размеры 32 на 5 километров (19,9 на 3,1 мили). Широкая саванна простирается к югу от центральных озёр. К северу из района озёр бахос становятся более частыми, перемежающимися лесом. На крайнем севере Петена Бассейн Мирадор образует ещё один внутренний водосборный регион. К югу равнина постепенно поднимается к Гватемальскому нагорью. Высота полога постепенно увеличивается от Петена к северу, в среднем от 25 до 35 метров (от 82 до 115 футов). Этот густой лес покрывает северный Петен и Белиз, большую часть Кинатана-Роо, юг Кампече и часть юга штата Юкатан. Дальше на север растительность превращается в нижний лес, состоящий из густого кустарника.

## Климат
К северу от полуострова климат становится все суше. На севере среднегодовая температура составляет 27 °C (81 °F) в Мериде. Средняя температура на полуострове колеблется от 24 °C (75 °F) до 29 °C (84 °F) в июле. Самая низкая температура составляет 6 °C (43 °F). Для полуострова в целом среднее годовое количество осадков составляет 1100 миллиметров (43 дюйма). Сезон дождей длится с июня по сентябрь, а сухой сезон — с октября по май. В сухой сезон количество осадков в среднем составляет 300 миллиметров (12 дюймов); в сезон дождей он увеличивается в среднем до 800—900 мм (от 31 до 35 дюймов). Преобладающие ветры — восточные и создают градиент осадков с востока на запад со средним количеством осадков на востоке, превышающим 1400 миллиметров (55 дюймов), а северная и северо-западная части полуострова получают максимум 800 миллиметров (31 дюйм). Юго-восточная часть полуострова имеет тропический дождливый климат с коротким сухим сезоном зимой.
Петен имеет жаркий климат и получает самое большое количество осадков во всей Мезоамерике . Климат делится на влажный и сухой сезон, при этом сезоне дождей длится с июня по декабрь, хотя эти сезоны четко не на юге; с дождем, происходящим в течение большей части года. Климат Петена советируется от троп на юге до полутропического на севере; температура колеблется от 12 до 40 °C (от 54 до 104 °F), хотя обычно не опускается ниже 18 °C (64 °F). Средняя температура колеблется от 24,3 °C (75,7 °F) на юго-востоке до 26,9 °C (80,4 °F) на северо-востоке. Самые высокие температуры достигаются с апреля по июнь, а январь — самый холодный месяц; Весь Петен переживает жаркий засушливый период в конце августа. Годовое количество осадков велико, в среднем от 1198 миллиметров (47,2 дюйма) на северо-востоке до 2007 миллиметров (79,0 дюйма) в центре Петена.

## Юкатан до завоевания
Первый большой Города майя возник в войне Петен на крайнем юге полуострова Юкатан ещё в среднем доклассическом периоде (ок. 600—350 до н. э.), а Петен сформировал центр древней цивилизации в классический период. (ок. 250—900 гг. нашей эры). Провинции майя 16-го века на севере Юкатана, вероятно, произошли от политий классического периода майя. С середины 13 века нашей эры до середины 15 века Лига Майяпана объединила несколько северных провинций; какое-то время у них была совместная форма правления. Великие города, которые доминировали в Петене, были разрушены к началу 10 века эры с начала крушения классических майя . Значительное обнаруженное майя оставалось в Петене в постклассический период после того, как были оставлены крупные города классического периода; население было особенно сконцентрировано около постоянных источников воды.
В начале 16 века, когда испанцы открыли полуостров Юкатан, в регионе все ещё доминировала цивилизация майя. Он был разделен на несколько независимых провинций, которые на языке юкатекских майя назывались кучкабал (множественное число кучкабалооб). Различные провинции имели общую культуру, но внутренняя социальная-политическая организация различных видов от одной провинции к другой, как и доступ к важным ресурсам. Эти различия в политическом и экономическом составе часто приводят к враждебным действиям между провинциями. Политически раздробленное состояние полуострова Юкатан во время завоевания препятствия испанскому вторжению, которое можно было бы свергнуть. Однако испанцы также смогли использовать эту раздробленность, воспользовавшись существовавшим ранее соперничеством между политическими образованиями. По оценкам, количество кучкабалов на севере Юкатана рассматривается от шестнадцати до двадцати четырёх. Границы между политиями не были стабильными, поскольку они были подвержены влиянию союзов и войн; те кучкабалу с более централизованными формами правления, имели более стабильные границы, чем свободные конфедерации провинций. Когда испанцы открыли Юкатан, провинция Мани и Сотута были двумя из самых важных государств в регионе. Они были враждебны друг другу; Сю-майя из Мани объединились с испанцами, в то время как коком-майя из Сотуты стали непримиримыми врагами европейских колонизаторов.
Во время завоевания северного государства включали Мани, Чехпех и Чакан . Чакан не имеет выхода к морю с небольшим участком побережья на севере полуострова. Чехпех был прибрежной провинцией к востоку от неё; дальше на восток вдоль северного побережья находились Ах Кин Чел , Купул и Чикинчел . Современный город Вальядолид расположен на месте бывшей столицы Купула. Купул и Чинкинчель, как известно, враждовали друг с другом и вели войны за контроль над соляными пластами северного побережья. Тасес был небольшой провинцией, не имеющей выхода к морю, к югу от Чикинчела. была большая провинция на востоке. Уаймил находился на юго-востоке, а Четумал находился к югу от него; все три выходят на Карибское море. Кочуа также находился в восточной половине полуострова; это было к юго-западу от Экаба и к северо-западу от Уаймиля. Его границы плохо изучены, и, возможно, он не имел выхода к морю или расширился, чтобы занять часть Карибского побережья между двумя последними кучкабалу. Столицей Кочуа был Тихосуко. Хокаба и Сотута провинциями, не имеющими выхода к морю, северу от Мани и к юго-западу от Ах Кин Чел и Купул. Ах Канул была самой северной провинцией на побережье полуострова. Канпеч (современный Кампече) находился к югу от него, за ним шел Чанпутун (современный Чампотон). К югу от Чанпутуна и на запад вдоль побережья Персидского залива находился Акалан . Эта провинция, говорящая на языке чонтал-майя, простиралась к востоку от реки Усумасинта в Табаско до места, которое сейчас является южной частью штата Кампече, где находилась их столица. В южной части полуострова бассейн Петен занимал ряд государств. Кеяче занимали территорию к северу от Ицы и к востоку от Акалана, между озёрами Петен и нынешней Кампече, а также к западу от Четумаля. чоланские майя говорящие лакандон (не путать с современными жителями Чьяпаса) контролировали территорию вдоль притоков реки Усумасинта, охватывающую юго-западный Петен в Гватемале и восточный Чьяпас. Лакандон имел жестокую репутацию среди испанцев.
Хотя данные для точной оценки численности населения на момент контакта с испанцами недостаточно, ранние отчеты предполагают, что значительные популяции майя существовали в Петене, особенно вокруг центральные озера и вдоль рек. До своего поражения в 1697 году Ица контролировали или влияли на большую часть Петена и части Белиза. Ица были воинственны, и их воинское мастерство произвело впечатление как на соседние королевства майя, так и на их испанских методов. Их столицей был Нойпетен, островной город на озере Петен-Ица; он превратился в современный город Флорес, который является столицей департамента Петен в Гватемале. Ица на различных языках юкатекских майя . Ковой были вторыми по значимости; они враждебно относились к своим соседям по Ице. Ковой были расположены к востоку от Ицы, вокруг восточных озёр Петен: озера Салпетен, озера Маканче, озера Якша и озера Сакнаб. Ялаин, по-видимому, был одним из трех доминирующих государств в постклассическом центральном Петене, наряду с Ица и Ковой. Территория Ялайн была максимальной протяженностью от восточного берега Петен-Ица на восток до Типуй в Белизе. В 17 веке столица Ялаин располагалась на месте этого названия на северном берегу о. Во время испанского контакта ялайны были в союзе с Ицей, союзом, скрепленным смешанными браками между элитами обеих групп. В конце 17-го века испанские колониальные записи документируют военные действия между группами майя в районе озёр, включая вторжение ковой в бывшие поселения Ялаин, включая Закпетен на озере Маканче и Иксу дальше. Другие группы в Петене известны, и их точные территориальные масштабы и политический состав остаются неясными; среди них были Чинамита , Икаиш, Кеджаче, Лакандон Чёол , Манче Чёол и Мопан.

## Влияние древних Мировые болезни
Один солдат, прибывший в Мексику в 1520 году, был заражен оспой и, таким образом, положил начало разрушительной эпидемии, охватившей коренное население Северной и Южной Америки. Америка. Европейские болезни, поразившие коренных жителей Америки, также серьёзно затронули различные группы майя на всем полуострове Юкатан. Современные оценки убыли коренного населения варьируются от 75 % до 90 % смертности. Ужасные эпидемии, охватившие полуостров, были зарегистрированы в письменных историях юкатекских майя, которые в сочетании с историями соседних народов майя в Гватемальском нагорье предполагают, что оспа быстро распространилась по территории майя в тот же год, когда она пришла. в центральной Мексике силами под командованием Панфило Нарваэса . Болезни Старого Света часто упоминаются лишь вкратце в отчетах народов, что затрудняет установление причин. Среди наиболее смертоносных были вышеупомянутые оспа, грипп, корь и ряд легочных заболеваний, включая туберкулез; последнее заболевание было приписано прибытию испанцев майя, живущими на Юкатан.
Эти болезни распространились по Юкатану в 1520-х и 1530-х годах, с периодическими реивами на протяжении 16 века. К концу XVI века сообщения о высокой лихорадке предполагают появление в регионе малярии, а жёлтая лихорадка впервые была в середине XVII века с кратким упоминанием в Чилам Балам из Чумаэля для 1648 года. Эта конкретная вспышка была прослежена на острова Гваделупа в Карибском море, откуда она попала в портовый город Кампече, а оттуда был передан Мериде. Смертность была высокой: было уничтожено около 50 % населения некоторых поселений майя Юкатека. Сообщается, что в Мериде умерли шестнадцать монахов-францисканцев, вероятно, большинства францисканцев, проживавших там в то время, и которых, вероятно, было немногим больше двадцати до начала эпидемии. Те районы полуострова, которые находятся в более влажных условиях, особенно те, где есть болота, после завоевания быстро исчезли из-за заноса малярии и других паразитов, передающихся через воду. Примером может служить некогда густонаселенная провинция Экаб, занимающая северо-восточную часть полуострова. В 1528 году, когда Франсиско де Монтехо занял город Кониль на два месяца, испанцы зарегистрировали в городе около 5000 домов; взрослое мужское население в то время по консервативным оценкам составляло 3000 человек. К 1549 году испанские записи показывают, что только 80 притоков были зарегистрированы для налогообложения, что указывает на сокращение численности населения в Кониле более чем на 90 % за 21 год. Коренное население северо-восточной части полуострова было почти полностью истреблено в течение пятидесяти лет после завоевания.
На юге условия, способствующие распространению малярии, существовали по всему Петену и Белизу. Во время падения Нойпетена в 1697 году около озера Петен-Ица проживало около 60 000 человек майя, в том числе большое количество данных из других областей. По оценкам, 88 % из них умерли в течение первых десяти лет колониального господства в сочетания болезней и войны. Аналогичным образом, в Табаско численном населении примерно на 30 000 человек сократилась примерно на 90 %, причем главными виновниками были корь, оспа, катар, дизентерия и лихорадка.

## Вооружение, стратегии и тактика
Испанцы использовали стратегию накопленного коренного населения в основанных колониальных городах, или reducciones (также известные как congregaciones). Пользователи, предоставляющие услуги сообществам, не подчиняются сообществам. Те, кто остался в редукциях, часто становились жертвами заразных болезней. Пример этой стратегии на население включает провинцию Акалан, которая занимала территорию, охватывающую юг Кампече и восток Табаско. Когда Эрнан Кортес проезжал через Акалан в 1525 году, он оценил численность как минимум в 10 000 человек. В 1553 году численность населения составляет около 4000 человек. В 1557 году население было насильственно переселено в Тикшель на побережье Персидского залива, чтобы оно было более доступным для испанских властей. В 1561 году испанцы зарегистрировали только 250 платящих дань жителей Тикшеля, общее население которого, вероятно, составляет около 1100 человек. Это указывает на снижение численности населения на 90 % за 36-летний период. Некоторые жители бежали из Тикшеля в лес, в то время как другие скончались от болезней, недоедания и плохих жилищных условий в испанском сокращении. Прибрежные редукции, удобные для испанской администрации, были уязвимы для пиратских атак; в случае с Тикшелем нападения пиратов и заразные европейские болезни приводят к уничтожению города Редуччон и исчезновению чонтальских майя Кампече. У майя засада была излюбленной тактикой.

## Испанское оружие и доспехи
Испанские конкистадоры XVI были вооружены палашами, рапирами, арбалетами, фитильными замками и легкой артиллерией. Конные конкистадоры были вооружены копьем длиной 3,7 метра (12 футов), также служило пикой для пехотинцев. Также использовались различные алебарды и купюры . Помимо одноручного палаша, использовалась двуручная версия длиной 1,7 метра (5,5 футов). У арбалетов были руки длиной 0,61 метра (2 фута), усиленные твердой древесиной, рогом, кручением и тростью, снабженные стременем для облегчения натяжения тетивы с помощью рукоятки и шкива. Арбалеты было легче обслуживать, чем фитильные замки, особенно во влажном тропическом климате Карибского региона, который включал часть полуострова Юкатан.

## Местное оружие и доспехи
Воины майя вступили в битву с испанцами с помощью копья с кремнёвыми наконечниками, луки, стрелы и камни. Они носили хлопчатобумажные доспехи, чтобы защитить себя. Члены аристократии майя носили стеганые хлопковые доспехи, а некоторые воины меньшего ранга носили скрученные свитки хлопка, обернутые вокруг их тела. Воины несли щиты из дерева или шкуры животных, украшенные перьями и шкурами животных.

## Первые встречи: 1502 и 1511 гг.
30 июля 1502 г. во время своего четвёртого плавания Христофор Колумб прибыл в Гуанаха, один из островов залива у побережья Гондураса. Он послал своего брата Варфоломея разведать остров. Когда Варфоломей исследовал остров на двух лодках, с запада приблизилось большое каноэ, очевидно направлявшееся к острову. Каноэ было вырезано из одного большого ствола дерева и приводилось в двадцатью пятью голыми людьми. Заинтересованными посетителями, Варфоломей Колумб схватил его и сел на борт. Он обнаружил, что это было торговое каноэ майя из Юкатана, перевозившее хорошо одетых майя и богатый груз, включающий керамику, хлопчатобумажные ткани, желтые каменные топоры, усыпанные кремнем военные дубинки, медные топоры и колокольчики и какао . Также среди груза было небольшое количество женщин и детей, вероятно, предназначенных для продажи в качестве рабов, как и несколько гребцов. Европейцы украли из грузов всех, что их интересовало, и схватили пожилого капитана майя, чтобы тот служил переводчиком; затем каноэ было разрешено продолжить свой путь. Это был первый зарегистрированный контакт между европейцами и майя. Вполне вероятно, что новости о пиратских пришельцах в Карибском море проходили по торговым путям майя — это первые пророчества бородатых захватчиков, посланные Кукульканом, северным майя пернатым богом-змеем. , вероятно, были записаны примерно в это время и со временем вошли в книги Чилама Балама.
В 1511 году испанская каравелла Санта-Мария-де-ла-Барка отправилась в плавание вдоль побережья Центральной Америки под командованием. Корабль направлялся в Санто-Доминго из Дарьена, чтобы сообщить колониальным властям о продолжающемся конфликте между конкистадорами Диего де Никуэса и Васко Нуньес де Бальбоа в Дарьене. Корабль затонул на рифе, известном как Лас-Виборас («Змеи») или альтернативно, Лос-Алакранес («Скорпионы») где-то на Ямайке . В результате крушения осталось всего двадцать человек, в том числе капитан Вальдивия, Геронимо де Агилар и Гонсало Герреро . Они плыли по течению в одной из лодок с плохими веслами и без паруса; после тринадцати дней, в течение которых половина выживших погибла, они высадились на побережье Юкатана. Там их схватил повелитель майя Халах Уйник. Капитан Вилдивия был принесен в жертву вместе с четырьмя его товарищами, и их мясо было подано на пиру. Агилар и Герреро держали в плену и откармливали за убийство вместе с пятью или шестью их товарищами по плаванию. Агилар и Герреро сумели спастись от своих похитителей и сбежали к соседнему лорду, который был врагом Халаха Уйника; он взял их в плен и держал как рабов. Через некоторое время Гонсало Герреро был передан в рабство лорду Начану Джану из Четумаля. Герреро полностью превратился в майянина и с таким верностью служил своему новому господину, что женился на одной из дочерей Начана Чана, Зазил Ха, от него было трое детей. К 1514 году Герреро достиг звания накома, во лидера, который служил против использования Начана Чана.

## Франсиско Эрнандес де Кордова, 1517
В 1517 году Франсиско Эрнандес де Кордова отплыл с Кубы с небольшим флотом, состоящим из двух каравелл и бригантины, с двойным намерением разведки и облавы рабов. Опытный служил пилотом; Ранее он служил пилотом Христофора Колумба в его последнем путешествии. Также среди примерно 100 участников экспедиции был Берналь Диас дель Кастильо . Экспедиция плыла на запад от Кубы в течение трех недель и выдержала двухдневный шторм в неделю, прежде чем увидела побережье северо-восточной оконечности полуострова Юкатан. Корабли не могли заходить близко к берегу из-за мелководья прибрежных вод. Однако они могли видеть город примерно в двух лигах вглубь страны, на невысоком холме. Испанцы назвали его Гран Каир («Великий Каир») из-за его размеров и пирамид . Хотя местонахождение в настоящее время точно не известно, считается, что первое появление Юкатана произошло на Исла-Мухерес .
На следующее утро испанцы отправили два корабля с меньшей осадкой . Каравеллы бросили якорь примерно в лиге от берега. Десять больших каноэ с парусами и веслами гребли навстречу испанским кораблем. Более тридцати майя поднялись на борт судов и свободно общались с испанцами. Посетители майя приняли подарки в виде бус, и вожак дали знаками знак, что они вернутся, чтобы вывести испанцев на берег на следующий день. Вождь майя вернулся на следующий день с двенадцатью каноэ, как и обещал. Испанцы издалека видели, что на берегу полно туземцев. Конкистадоры высадили на берег бригантину и корабельные лодки; некоторые из наиболее смелых испанцев сели на местных каноэ. Испанцы назвали мыс Мыс Каточе в честь нескольких слов, сказанных вождем майя, которые прозвучали для испанцев как конусы каточе. Оказавшись на берегу, испанцы сбились в кучу и двинулись к городу по тропинке среди низких, поросших кустарником холмов. В этот момент лидер майя крикнул, и испанская сторона попала в засаду, устроенную воинами майя, вооруженными копьями, луками, стрелами и камнями. Тринадцать испанцев были ранены стрелами при первом нападении, но конкистадоры перегруппировались и отразили атаку майя. Они подошли к небольшому храму площади, окаймленной храмы на окраине города. Когда испанцы обыскивали храмы, они представлены ряд низкосортных золотых предметов, которые наполнили их энтузиазмом. Экспедиция захватила двух майя, которые использовали в качестве переводчиков, и отступила на корабли. В последующие дни испанцы показали, что, хотя стрелы майя поражали с небольшой силой, кремнёвые наконечники стрелы поражались прире, вызывая инфицированные раны и медленную смерть; двое раненых испанцев умерли от ран, нанесенных стрелами в засаде.
В течение следующих пятнадцати дней флот медленно двигался вдоль побережья на запад, а на юг. Бочки, привезенные с Кубы, протекали, и теперь у экспедиции было опасно мало пресной воды; По мере продвижения экспедиции охота за дополнительными объектами становилась главным приоритетом, и береговые отряды, ищущие воду, оставались в опасной опасности, потому что корабли не могли приблизиться к берегу из-за мелководья. 23 февраля 1517 года, в день Святого Лазаря, испанцы заметили ещё один город и назвали его Сан-Лазаро. Большой контингент высадился на бригантине и корабельных шлюпках для наполнения бочек с пресной водой. Когда вода загружается в лодку, к ним подошли около пятидесяти хорошо одетых и невооруженных индейцев; с помощью знаков они расспрашивали испанцев об их цели. Затем испанская сторона принимает приглашение в город. Их велики между большими зданиями, пока они не остановились перед залитым кровью алтарем, вокруг которого толпились многие жители города. Индейцы на глазах у посетителей складывали камыш; за этим актом последовала процессия вооруженных воинов майя в боевой раскраске. Майя подожгли тростник и указали, что испанцы будут убиты, если они не исчезнут к тому времени, когда тростник будет съеден. Испанская группа отступила в оборонительном строю к берегу и быстро села на свои лодки, чтобы отступить к безопасным кораблям.
Небольшой флот продержался ещё шесть дней в хорошую погоду, после чего последовали четыре штормовых дня. К этому времени воды снова стало опасно. Корабли заметили бухту недалеко от другого города, Чампотона, а десантная группа обнаружила пресную воду. Вооруженные воины майя приближались из города, пока бочки с водой наполнялись. Ещё раз была предпринята попытка связи с помощью знаков. К тому времени, как бочки с водой были наполнены и попытки связи завершились, наступила ночь. В темноте испанцы могли слышать движения большого количества воинов майя. Они решили, что ночное отступление будет слишком рискованным; вместо этого они выставили охрану и стали ждать рассвета. На рассвете испанцы увидели, что они окружены значительной армией. Массивные воины майя начали атаку с применением ракет, включая стрелы, дротики и камни; Затем они вступили в рукопашный бой с копьями и дубинками. Восемьдесят защитников были ранены в результате первого ракетного обстрела, а двое испанцев были захвачены в последовавшей за этим неистовой схватке. Все испанской стороны получили ранения, в том числе Эрнандес де Кордова. Испанцы перегруппировались в оборонительный строй и форсировали переход к берегу, где их дисциплина рухнула, и последовала безумная схватка за лодки, оставив испанцев уязвимыми для преследующих воинов майя, которые пробрались в море позади них. Большинство драгоценных бочек с водой было брошено на пляже. Когда выжившие испанцы достигли безопасности пятидесяти человек, более половины их числа. В последующие дни от ранчались пять человек. Сражение длилось всего час, и испанцы назвали это место Берегом катастрофической битвы. Теперь им не хватало помощи и не хватало припасов; слишком много людей было потеряно и ранено, чтобы отплыть на всех трех кораблях обратно на Кубу. Они решили отказаться от своего самого маленького корабля, бригантины, хотя он был куплен в кредит у губернатора Кубы Веласкеса .
Губернатор Диего Веласкес де Куэльяр заявил об открытии богатых городов и золота на Юкатане
Те немногие люди, которые не были ранены из-за того, что они укомплектовали корабли во время битвы, были усилены мужчинами, получившими относительно легкие ранения; они высаживаются на берег на удаленном пляже, чтобы добыть воду. Они нашли его и принесли обратно на корабли, хотя тем, кто его пил, было тошно. Два корабля плыли через шторм два дня и две ночи; Пилот Аламинос взял курс на Флориду, где они нашли хорошую питьевую воду. Наконец, корабли прибыли в порт на Кубе, где Эрнандес де Кордоба написал губернатору Веласкесу отчет с описанием путешествий, городов, плантаций и, что наиболее важно, золота. Эрнандес умер вскоре от полученного ран. Две захваченные в плену Майя пережили путешествие на Кубу и были допрошены; они поклялись, что на Юкатане много золота.
Основываясь на отчете Эрнандеса де Кордова и показаниях допросов индийских заключенных, губернатор Веласкес написал в Совет Индии, уведомил его о том, что «его» открытие.

## Хуан де Грихальва, 1518
Диего Веласкес, губернатор Кубы, был восхищен отчетом Эрнандеса де Кордобы о золоте на Юкатане. Он организовал новую экспедицию из четырёх кораблей и 260 человек. Он поставил командовать своего племянника Хуана де Грихальва. Франсиско де Монтехо, который в итоге завоевал большую часть полуострова, был капитаном одного из кораблей; Педро де Альварадо и капитаном других кораблей. Берналь Диас дель Кастильо служил в команде; ему удалось получить место в экспедиции в качестве милости губернатора, который был его родственником. Антон де Аламинос снова стал пилотом. Губернатор Веласкес предоставил все четыре корабля, чтобы защитить свои права на полуостров. Небольшой флот был укомплектован арбалетами, мушкетами, бартерными товарами, соленой свининой и хлебом из маниоки . Грихальва также взял одного из пленных индейцев из экспедиции Эрнандеса.
Хуан де Грихальва
Побережье Косумеля было первой достопримечательностью Юкатана, которую Грихальва увидел.
Флот покинул Кубу в апреле 1518 года и впервые высадился на берегу. остров Косумель, у восточного побережья Юкатана. Жители Косумеля майя бежали от Испании и не ответили на дружеские предложения Грихальвы. Флот направился к югу от Косумеля, вдоль восточного побережья полуострова. Испанцы заметили на побережье три больших города майя, одним из которых, вероятно, был Тулум . В четверг на Вознесение флот обнаружил большой залив, который испанцы назвали Bahía de la Ascensión. Грихалва не приземлился ни в одном из этих городов и повернул на север от залива Асенсион. Он обогнул север полуострова Юкатан, чтобы плыть вдоль западного побережья. В Кампече испанцы пытались выменять воду, но майя отказались, поэтому Грихальва открыла огонь по городу из небольших пушки; жители бежали, позволив испанцам взять заброшенный город. Сообщения были отправлены с помощью сообщений, которые были слишком медленно убегали, но сообщения были оставлены спрятанными в лесу. Испанцы сели на свои корабли и продолжили движение вдоль побережья.
В Чампотоне, где жители разбили Эрнандеса и его людей, к флоту приблизилось небольшое количество больших военных каноэ, но пушка кораблей вскоре направила их в бегство. В устье реки Табаско испанцы заметили скопление воинов и каноэ, но туземцы не подошли. С помощью переводчиков Гриджал сообщил, что желает торговать вином и бусами в обмен на еду и другие припасы. От туземцев они получили несколько золотых безделушек и новости о богатствах ацтекской империи на западе. Экспедиция продолжалась достаточно далеко, чтобы подтвердить реальность богатой золотом империи, плывя на север до реки Пануко . Когда флот вернулся на Кубу, испанцы атаковали Чампотон, чтобы отомстить за поражение испанской экспедиции во главе с Эрнандесом в прошлом году. В завязавшемся бою один испанец был убит и пятьдесят были ранены, в том числе Гриджалва. Грихальва вошел в порт Гаваны через пять месяцев после своего отъезда.

## Эрнан Кортес, 1519
Возвращение Грихальвы вызвало большой интерес на Кубе, и Юкатан считался страной богатств, ожидающих разграбления. Была организована новая экспедиция с флотом из одиннадцати судов, на борту которого находилось 500 человек и несколько лошадей. Командующим был назначен Эрнан Кортес, а в его команду входили офицеры, которые впоследствии стали известными конкистадорами, в том числе Педро де Альварадо , Кристобаль де Олид , Гонсало де Сандовал и Диего де Ордас . Также на борту были Франсиско де Монтехо и Берналь Диас дель Кастильо, ветераны экспедиции Грихальвы.
Флот совершил свой первый выход на берег в Косумеле, и Кортес оставался там в течение нескольких дней. Были разрушены храмы майя и на одном из них возложен христианский крест. На Косумеле до Кортеса доходили слухи о бородатых мужчинах с материковой части Юкатана, которые, как он предполагал, были европейцами. Кортес отправил к ним гонцов и смог спасти потерпевшего кораблекрушение Джеронимо де Агилар, который был порабощен лордом майя. Агилар выучил язык юкатекских майя и стал переводчиком Кортеса.
От Косумеля флот сделал петлю вокруг севера полуострова Юкатан и проследовал вдоль побережья к реке Табаско, которую Кортес в честь переименовал в реку Грихалва. испанского капитана, который его обнаружил. В Табаско Кортес поставил свои корабли на якорь в Потончане, городе чонтальских майя. Майя подготовились к битве, но испанские лошади и огнестрельное оружие быстро решили исход. Побежденные правители майя Чонтал предложили победителям золото, еду, одежду и группу молодых женщин. Среди этих женщин была молодая дворянка майя по имени Малинцин, получившая испанское имя Марина. Она говорила на майя и науатль и стала средством, с помощью которого Кортес смог общаться с ацтеками. Марина стала супругой Кортеса и в итоге родила ему сына. Из Табаско Кортес отправился в Семпоала в Веракрус, подчиненный город Империи ацтеков, а оттуда завоевал ацтеков.
В 1519 году Кортес послал ветеран Франсиско де Монтехо вернулся в Испанию с сокровищами для короля. В то время как он был в Испании, Монтехо выступил против сторонников Диего де Веласкеса в защиту Кортеса. Монтехо оставался в Испании в течение семи лет, и в конце концов ему удалось получить наследственное военное звание аделантадо.

## Эрнан Кортес в низинах майя, 1524-25
В 1524 году, после испанского завоевания Империя ацтеков Эрнан Кортес возглавил экспедицию в Гондурас по суше, пересекая Акалан на юге Кампече и королевство Ица в том, что сейчас является северным департаментом Петен в Гватемале. Его целью было покорить мятежного Кристобаля де Олида, которого он послал завоевать Гондурас; Однако по прибытии на эту территорию Олид устроился самостоятельно. Кортес покинул Теночтитлан 12 октября 1524 года со 140 испанскими солдатами, 93 из которых были верховыми, 3000 мексиканских воинов, 150 лошадей, стадом свиней, артиллерией, боеприпасами и другими припасами. Он также имел с собой пленного ацтекского императора Куаутемока, и Кохуанакокса и Тетлепанкецаль, плененных ацтекских лордов Тескоко и Тлакопан . Кортес вошел на территорию майя в Табаско; армия пересекла реку Усумасинта около Теносике и перешла в провинцию Чонтал-Майя Акалан, где он набрал 600 чонтал-майя носителей. В Акалане Кортес считал, что плененные лорды ацтеков замышляют против него заговор, и приказал повесить Куаутемока и Тетлепанкецаля. Кортес и его армия покинули Акалан 5 марта 1525 года.
Экспедиция прошла через территорию Кеяче и сообщила, что города Кеяче расположены в легко защищаемых местах и часто укрепляются. Один из них был построен на каменистом обнажении возле озера и реки, которая впадала в него. Город был укреплен деревянным частоколом и окружен рвом. Кортес сообщил, что город Тиак был ещё больше и был укреплен стенами, сторожевыми башнями и земляными валами; Сам город был разделен на три отдельно укрепленных района. Говорят, что Тиак воевал с неназванным меньшим городом. Кеяче утверждали, что их города были укреплены от нападений их агрессивных соседей по Ице.
Они прибыли на северный берег озера Петен-Ица 13 марта 1525 года. Римско-католические священники, сопровождавшие экспедицию, отслужили мессу в присутствии Адж Кан Эко, царь Ицы, который, как говорили, был настолько впечатлен, что поклялся поклоняться кресту и уничтожать своих идолов. Кортес принял приглашение Кан Эко посетить Ноджпетен (также известный как Таясал) и перешел в город майя с 20 испанскими солдатами, в то время как остальная часть его армии продолжила движение вокруг озера, чтобы встретить его на южном берегу. При отбытии из Нойпетена Кортес оставил после себя крест и хромую лошадь, которую Ица считали божеством, пытаясь накормить её птицей, мясом и цветами, но вскоре животное умерло. Испанцы официально не контактировали с Ицей до прибытия францисканских священников в 1618 году, когда крест Кортеса все ещё стоял в Нойпетене.
От озера Кортес двинулся на юг. вдоль западных склонов гор Майя, особенно трудного путешествия, которое заняло 12 дней, чтобы преодолеть 32 километра (20 миль), во время которого он потерял более двух третей своих лошадей. Когда он подошел к реке, набухшей из-за постоянных проливных дождей, которые шли во время экспедиции, Кортес повернул вверх по течению к порогам Грасьяс-а-Дьос, пересечение которых заняло два дня и стоило ему большего количества лошадей.
15 апреля 1525 года экспедиция прибыла в деревню майя Тенсиз. С местными проводниками они направились к холмам к северу от озера Изабал, где проводники бросили их на произвол судьбы. Экспедиция заблудилась в холмах и была близка к голодной смерти, прежде чем они поймали мальчика майя, который привел их в безопасное место. Кортес нашел деревню на берегу озера Изабаль, возможно, Ксоколо. Он пересек реку Дульсе в поселение Нито, где-то в заливе Аматик, с примерно дюжиной товарищей и ждал там, пока остальная часть его армии перегруппируется в течение следующей недели. К этому времени остатки экспедиции сократились до нескольких сотен; Кортесу удалось связаться с испанцами, которых он искал, только чтобы обнаружить, что собственные офицеры Кристобаля де Олида уже подавили его восстание. Затем Кортес вернулся в Мексику по морю.

## Франсиско де Монтехо, 1527-28
Более богатые земли Мексики привлекли к себе основное внимание конкистадоров. несколько лет, затем в 1526 году Франсиско де Монтехо (ветеран экспедиций Грихальвы и Кортеса) успешно обратился к королю Испании с ходатайством о праве на завоевание Юкатана. 8 декабря того же года ему было присвоено наследственное воинское звание adelantado и разрешение на колонизацию полуострова Юкатан. В 1527 году он покинул Испанию с 400 мужчинами на четырёх кораблях с лошадьми, стрелковым оружием, пушками и провизией. Он отправился в Санто-Доминго, где было собрано больше припасов и лошадей, что позволило Монтехо увеличить свою конницу до пятидесяти. Один из кораблей был оставлен в Санто-Доминго в качестве корабля снабжения, чтобы обеспечить дальнейшую поддержку; другие корабли отправились в плавание и достигли Косумеля во второй половине сентября 1527 года. Монтехо был принят с миром лордом Косумеля Ай Наум Пат, но корабли лишь ненадолго остановились, прежде чем отправиться к побережью Юкатана. Экспедиция вышла на берег где-то около Кселхи в провинции майя Экаб, на территории нынешнего мексиканского штата Кинтана-Роо .
Монтехо разместил гарнизон Кселхи с 40 солдатами под своим помощником. Алонсо д’Авила и разместил ещё 20 на соседнем полюсе. Xelha был переименован в Salamanca de Xelha и стал первым испанским поселением на полуострове. Продовольствие вскоре было исчерпано, и у местных жителей майя были изъяты дополнительные продукты; это тоже вскоре было израсходовано. Многие местные майя бежали в лес, а испанские рейдовые группы рыскали по окрестностям в поисках еды, но мало что находили. С растущим недовольством среди своих людей, Монтехо предпринял решительный шаг и сжег свои корабли; это укрепило решимость его войск, которые постепенно адаптировались к суровым условиям Юкатана. Монтехо смог получить больше еды от все ещё дружелюбного Ай Нуам Пат, когда последний посетил материк. Монтехо взял 125 человек и отправился в экспедицию, чтобы исследовать северо-восточную часть полуострова Юкатан. Его экспедиция прошла через города Ксаманья, Мочис и Бельма, ни один из которых не сохранился до наших дней. В Бельме Монтехо собрал лидеров близлежащих городов майя и приказал им присягнуть на верность испанской короне. После этого Монтехо привел своих людей в Кониль, город в Экабе, который, по описанию, имел 5000 домов, где испанская группа остановилась на два месяца.
Весной 1528 года Монтехо покинул Кониль и направился в город, который был оставлен его обитателями майя под покровом темноты. На следующее утро жители атаковали испанскую сторону, но потерпели поражение. Затем испанцы продолжили путь к Аке, примерно в 16 километрах к северу от Тизимина, где они вступили в крупную битву с майя, убив более 1200 из них. После этой победы Испании все лидеры соседних майя сдались. Затем группа Монтехо продолжила путь в Сисию и Лочу, прежде чем отправиться обратно в Кселу. Монтехо прибыл в Кселу только с 60 членами своей группы и обнаружил, что только 12 из его гарнизона из 40 человек выжили, в то время как гарнизон на Полюсе был полностью уничтожен.
Корабль поддержки в конце концов прибыл из Санто-Доминго и Монтехо использовал его, чтобы плыть на юг вдоль побережья, в то время как он послал Д’Авила по суше. Монтехо открыл процветающий портовый город Чактумаль (современный Четумаль). В Чактумале Монтехо узнал, что в этом районе находится потерпевший кораблекрушение испанский моряк Гонсало де Герреро, и Монтехо отправил ему сообщения с приглашением вернуться, чтобы присоединиться к своим соотечественникам, но майянизм Герреро отказался.
Майя в Чактумале кормились ложная информация для испанцев, и Монтехо не смог найти д’Авила и связаться с ним. Д’Авила вернулся по суше в Кселу и перевел зарождающуюся испанскую колонию в соседний Ксаманью, современный Плайя-дель-Кармен, который Монтехо считал лучшим портом. После безрезультатного ожидания д’Авила, Монтехо отплыл на юг до реки Улуа в Гондурасе, затем развернулся и направился обратно вдоль побережья, чтобы наконец встретиться со своим лейтенантом в Ксаманья. В конце 1528 года Монтехо покинул д’Авила, чтобы наблюдать за Ксаманьями, и направился на север, чтобы обогнуть полуостров Юкатан и направиться к испанской колонии Новая Испания в центральной Мексике.

## Франсиско де Монтехо и Алонсо д’Авила, 1531 г. −35
Монтехо был назначен мэром алькальда (местным колониальным губернатором) Табаско в 1529 году и усмирил эту провинцию с помощью своего сына, также по имени Франсиско де Монтехо. Д’Авила был отправлен из восточного Юкатана, чтобы завоевать Акалан, который простирался к юго-востоку от лагуны Терминос . Монтехо Младший, основанный как база для операций. В 1530 году Д’Авила основал Саламанку-де-Акалан как базу для новых попыток завоевания Юкатана. Саламанка-де-Акалан обернулась разочарованием, так как не было золота для взятия и с более низким уровнем населения, чем предполагалось. Д’Авила вскоре покинул новое поселение и направился через земли Кехаче в Чампотон, прибыв туда в конце 1530 года. Во время колониальной борьбы за власть в Табаско старший Монтехо был на время заключен в тюрьму. После освобождения он встретился со своим сыном в Табаско, и затем они оба воссоединились с д’Авила в Чампотоне.
В 1531 году Монтехо перенес свою базу операций в Кампече . Алонсо д’Авила был отправлен по суше в Чауака на востоке полуострова, через Мани, где он был хорошо принят. Д’Авила продолжил путь на юго-восток до Четумаля, где он основал испанский город Вилья Реал («Королевский город»). Местные майя яростно сопротивлялись размещению новой испанской колонии, и д’Авила и его люди были вынуждены покинуть Вилья-Реаль и отправиться в Гондурас на каноэ.
В Кампече майя собрали сильные силы и напали на город; испанцы смогли отбить их, в битве, в которой старший Монтехо был почти убит. Ай Канул, повелитель атакующей майи, сдался испанцам. После этой битвы молодой Франсиско де Монтехо был отправлен в северную провинцию Купул, где лорд Наабон Купул неохотно позволил ему основать испанский город Сьюдад-Реаль в Чичен-Ице. Монтехо разделил провинцию среди своих солдат и отдал каждому из своих людей от двух до трех тысяч майя в энкомьенде . После шести месяцев испанского правления недовольство Купула больше не могло сдерживаться, и Наабон Купул был убит во время неудачной попытки убить Монтехо Младшего. Смерть их владыки только разожгла гнев Купула, и в середине 1533 года они осадили небольшой испанский гарнизон в Чичен-Ице. Монтехо Младший покинул Сьюдад-Реаль ночью, организовав отвлечение нападающих, и он и его люди бежали на запад, где провинции Чел , Печ и Сю оставались подчиненными испанскому правлению. Монтехо Младший был принят в дружбу Намукс Чел, властелином провинции Чел, в. Весной 1534 года он воссоединился со своим отцом в провинции Чакан, недалеко от Тохо (современный город Мерида).
Пока его сын пытался закрепить испанское владычество над Купулом, Франсиско де Монтехо Старший встретился правителя Сю в Мани. Сю-майя поддерживали дружбу с испанцами на протяжении всего завоевания, и в конечном итоге испанская власть была установлена на Юкатане во многом благодаря поддержке Сю. Монтехо после воссоединения в Дзикабале основали новый испанский город в Дзиламе. хотя испанцы там пережили невзгоды. Монтехо-старший вернулся в Кампече, где его дружелюбно встретили местные майя. Его сопровождали дружелюбный лорд-хел Намукс Чел, который путешествовал верхом, и двое кузенов лорда, которые были закован в цепи. Монтехо Младший остался в Дзиламе, чтобы продолжить свои попытки завоевать регион, но, сочтя ситуацию слишком сложной, вскоре отступил в Кампече, чтобы воссоединиться со своим отцом и А. Ионсо д’Авила, который вернулся в Кампече незадолго до Монтехо Младшего. Примерно в это же время начали поступать новости о завоеваниях Франсиско Писарро в Перу и о богатой добыче, которую его солдаты несли там, что подорвало моральный дух уже разочаровавшейся группы последователей Монтехо. Солдаты Монтехо начали бросать его в поисках счастья в другом месте; за семь лет попыток завоевания северных провинций полуострова Юкатан было найдено очень мало золота. К концу 1534 или в начале следующего года Монтехо Старший и его сын отступили из Кампече в Веракрус, забрав с собой оставшихся солдат.
Монтехо Старший был втянут в колониальную борьбу за право на владение управлять Гондурасом, что привело его к конфликту с Педро де Альварадо, генерал-капитаном Гватемалы, который также объявил Гондурас частью своей юрисдикции. Заявление Альварадо в конечном итоге оказалось успешным. В отсутствие Монтехо Старшего сначала в центральной Мексике, а затем в Гондурасе, Монтехо Младший исполнял обязанности вице-губернатора и генерал-капитана в Табаско.

## Конфликт в Чампотоне
Францисканский монах Хакобо де Тестера прибыл в Чампотон в 1535 году, чтобы попытаться мирным путем присоединить Юкатан к Испанской империи. Испанские власти заверили Тестеру, что никакие военные действия не будут предприниматься на Юкатане, в то время как он пытался преобразовать его в римско-католическую веру, и что солдатам не будет разрешен вход на полуостров. Его первоначальные усилия оказались успешными, когда капитан Лоренцо де Годой прибыл в Чампотон по команде солдат, посланных туда Монтехо Младшим. Годой и Тестера вскоре вступили в конфликт, и монах был вынужден покинуть Чампотон и вернуться в центральную Мексику.
Попытка Годоя подчинить майя вокруг Чампотона оказалась безуспешной, и местные жители сопротивлялись его попыткам утвердить испанское господство в регионе. . Это сопротивление было достаточно стойким, и Монтехо Младший послал своего кузена из Табаско в Чампотон, чтобы тот принял командование. Его дипломатические инициативы в отношении Champoton Kowoj были успешными, и они подчинились испанскому правлению. Чампотон был последним испанским форпостом на полуострове Юкатан; он становился все более изолированным, и ситуация там усложнялась.

## Завоевание и поселение на севере Юкатана, 1540-46
В 1540 г. Монтехо Старший, которому было уже за 60, передал свои королевские права колонизировать Юкатан своему сыну. , Франсиско де Монтехо Младший. В начале 1541 года Монтехо Младший присоединился к своему кузену в Шампотоне; он пробыл там недолго и быстро двинул свои войска в Кампече. Оказавшись там, Монтехо Младший, командуя от трех до четырёхсот испанских солдат, основал первый постоянный испанский городской совет на полуострове Юкатан. Вскоре после установления испанского присутствия в Кампече, Монтехо Младший вызвал местных лордов майя и приказал им подчиниться испанской короне. Ряд лордов мирно подчинились, включая правителя Сю Майя. Лорд отказался подчиниться, и Монтехо Младший послал против них своего кузена; Сам Монтехо остался в Кампече в ожидании подкрепления.
Двоюродный брат Монтехо Младшего встретил канул-майя в Чакане, недалеко от Тохо. 6 января 1542 года он основал второй постоянный городской совет, назвав новый колониальный город Мерида. 23 января Тутул Сю, владыка Мани, мирно подошел к испанскому лагерю в Мериде, неся с собой крайне необходимые запасы продовольствия. Он проявил интерес к испанской религии и стал свидетелем римско-католической мессы, проводимой в его пользу. Тутул Сю был очень впечатлен и обратился в новую религию; он был крещен как Мельчор и прожил у испанцев в Мериде два месяца, обучаясь католической вере. Тутул Сю был правителем самой могущественной провинции северного Юкатана, и его подчинение Испании и обращение в христианство отразились на всем полуострове и побудили лордов западных провинций полуострова принять испанское правление. Восточные провинции продолжали сопротивляться испанским инициативам.
Монтехо Младший затем послал своего кузена в Чауаку, где большинство восточных лордов приветствовали его с миром. Они отчаянно сопротивлялись, но вскоре были разбиты испанцами. Купул-майя также восстали против недавно навязанного испанского господства, и их сопротивление было быстро подавлено. Монтехо продолжил путь в восточную провинцию Экаб, достигнув восточного побережья у Полюса. Штормовая погода помешала испанцам перейти на Косумель, и девять испанцев утонули при попытке перехода. Другой испанский конкистадор был убит враждебно настроенной Майей. Слухи об этой неудаче росли, и провинции Купул и Кочуа снова восстали против своих потенциальных европейских властителей. Испанское влияние на восточную часть полуострова оставалось незначительным, и ряд государств майя оставались независимыми, в том числе Четумаль, Кочуа, Купул, Сотута и Тазы.
8 ноября 1546 года был создан союз восточных провинций. скоординированное восстание против испанцев. Провинции Купул, Кочуа, Сотута, Тазес, Уаймил, Четумаль и Чикинчель объединились в совместных усилиях по изгнанию захватчиков с полуострова; восстание длилось четыре месяца. Восемнадцать испанцев были застигнуты врасплох в восточных городах и были принесены в жертву . В одном из современных отчетов описано убийство более 400 союзных майя, а также домашний скот. Мерида и Кампече были предупреждены о надвигающемся нападении; Монтехо Младший и его двоюродный брат были в Кампече. Монтехо Старший прибыл в Мериду из Чьяпаса в декабре 1546 года с подкреплением, собранным из Шампотона и Кампече. Мятежные восточные майя были окончательно разбиты в единственном сражении, в котором были убиты двадцать испанцев и несколько сотен союзных майя. Эта битва ознаменовала окончательное завоевание северной части полуострова Юкатан. В результате восстания и реакции Испании многие жители майя восточных и южных территорий бежали в ещё непокоренную котловину Петен на крайнем юге полуострова. Испанцы добились господства только на севере, и государства Петена оставались независимыми и продолжали принимать множество беженцев с севера.

## Бассейн Петен, 1618-97
Бассейн Петен охватывает территорию, которая теперь часть Гватемалы; в колониальные времена он первоначально находился под юрисдикцией губернатора Юкатана, а затем был передан под юрисдикцию Audiencia Real Гватемалы в 1703 году. Королевство Ица с центром на озере Петен-Ица посетил Эрнан Кортес. во время его похода в Гондурас в 1525 году.

## Начало XVII века
После визита Кортеса ни один испанец не пытался посетить воинственных жителей Ицы в Нойпетене в течение почти ста лет . В 1618 году два францисканских монаха отправились из Мериды с миссией попытаться мирным путем преобразовать все ещё языческую Ицу в центре Петена. Бартоломе де Фуэнсалида и Хуан де Орбита сопровождали некоторые христианизированные майя. После трудного шестимесячного путешествия путешественники были хорошо приняты в Ноджпетене нынешним Кан Эко. Они оставались там на несколько дней, пытаясь проповедовать Ицу, но Ай Кан Эко отказался отречься от своей религии майя, хотя и проявил интерес к массам, которых придерживались католические миссионеры. Попытки обратить Ицу потерпели неудачу, и монахи покинули Ноджпетен в дружеских отношениях с Кан Эко. Монахи вернулись в октябре 1619 года, и снова Кан Эко приветствовал их в дружеской манере, но на этот раз жрецы майя были настроены враждебно, и миссионеры были изгнаны без еды и воды, но выжили в обратном пути в Мериду.
В марте 1622 года губернатор Юкатана приказал капитану Франсиско де Миронес Лескано начать штурм Ицы; он выступил с Юкатана с 20 испанскими солдатами и 80 майя с Юкатана. Позже к его экспедиции присоединился францисканский монах Диего Дельгадо. В мае экспедиция двинулась в Сакалум, к юго-западу от Бакалара, где произошла длительная задержка в ожидании подкрепления. По пути в Ноджпетен Дельгадо считал, что солдаты обращались с майя чрезмерно жестоко, и покинул экспедицию, чтобы самостоятельно добраться до Нойпетена с восемьюдесятью христианизированными майя из Типуй в Белизе. Тем временем Ица узнал о приближающейся военной экспедиции и стал ожесточенным против дальнейших попыток испанской миссионерской деятельности. Когда Мирон узнал об отъезде Дельгадо, он послал 13 солдат, чтобы убедить его вернуться или продолжить сопровождение, если он откажется. Солдаты догнали его прямо перед Типуем, но он был полон решимости добраться до Нойпетена. Из Типуджа Дельгадо послал к Кан Эко гонца с просьбой разрешить ему отправиться в Ноджпетен; Король Ицы ответил обещанием безопасного прохода для миссионера и его спутников. Первоначально группа была принята мирно в столице Ицы, но как только испанские солдаты ослабили бдительность, Ица схватила и связала вновь прибывших. Солдаты были принесены в жертву богам майя . После их жертвы Ица взяли Дельгадо, вырезали ему сердце и расчленили его; они выставили его голову на столбе вместе с остальными. Судьба лидера сподвижников Дельгадо майя была не лучше. Не получив известий от эскорта Дельгадо, Мирон отправил двух испанских солдат с разведчиком майя узнать их судьбу. Когда они прибыли на берег озера Петен-Ица, Ица отвезли их в столицу острова и заключили в тюрьму. Бернардино Эк, разведчик, сбежал и вернулся в Миронес с новостями. Вскоре после этого, 27 января 1624 года, военный отряд Ицы во главе с АйКёином Пёлом застал Мирона и его солдат врасплох и без оружия в церкви в Сакалуме, и убил их всех. Испанское подкрепление прибыло слишком поздно. Несколько местных мужчин и женщин майя были убиты испанскими нападавшими, которые также сожгли город.
После этих убийств испанские гарнизоны были размещены в нескольких городах на юге Юкатана, и были предложены награды за местонахождение AjKʼin Pʼol. Губернатор майя Оккуцкаба Фернандо Камаль отправился со 150 лучниками майя выследить военачальника; им удалось захватить капитана Ицы и его последователей, а также столовое серебро из разграбленной церкви Сакалума и предметы, принадлежащие Мирону. Пленных доставили обратно к испанскому капитану Антонио Мендес де Канцо, подвергли допросу под пытками, судили и приговорили к повешению, вытягиванию и четвертованию . Их обезглавили, а головы выставили на площадях городов по всей колониальной Партидо-де-ла-Сьерра на территории нынешнего мексиканского штата Юкатан. Эти события положили конец всем попыткам Испании связаться с Ицей до 1695 года. В 1640-х годах внутренние раздоры в Испании отвлекли правительство от попыток завоевать неизвестные земли; Испанской короне не хватало времени, денег или интереса к таким колониальным приключениям в течение следующих четырёх десятилетий.

## Конец 17 века
В 1692 Баскский дворянин Мартин де Урсуа и Арисменди предложил испанскому королю построить дорогу из Мериды на юг, чтобы связать её с гватемальской колонией, в процессе «сокращения» любого независимого коренного населения до колониальных конгрегаций; это было частью большого плана по подчинению Лакандон и Манче Чёол на юге Петена и в верховьях реки Усумасинта. Первоначальный план состоял в том, чтобы провинция Юкатан построила северную часть, а Гватемала построила южную часть, причем оба они встретились где-то на территории Чеола; Позднее план был изменён, чтобы пройти дальше на восток, через королевство Ица.
Губернатор Юкатана Мартин де Урсуа-и-Арисменди начал строительство дороги из Кампече на юг в сторону Петена. В начале марта 1695 года капитан Алонсо Гарсиа де Паредес возглавил группу из 50 испанских солдат в сопровождении местных гидов, погонщиков мулов и рабочих. Экспедиция продвинулась на юг, в территорию Кеджаче, которая началась в Чунпиче, примерно в 5 км к северу от современной границы между Мексикой и Гватемалой. Он собрал некоторых местных жителей для переселения в колониальные поселения, но встретил вооруженное сопротивление Кеджаче. Гарсия решил отступить примерно в середине апреля.
В марте 1695 года капитан Хуан Диас де Веласко выступил из Кахабона в Альта Верапас , Гватемала, с 70 испанцами. солдаты в сопровождении большого количества майя-лучников из Верапаса, местных погонщиков мулов и четырёх доминиканских монахов. Испанцы двинулись к озеру Петен-Ица и вступили в серию ожесточенных стычек с охотничьими отрядами Ицы. На берегу озера, в пределах видимости Нойпетена, испанцы столкнулись с такими большими силами Ица, что отступили на юг, обратно в свой главный лагерь. Допрос заключенного Ицы показал, что королевство Ица находится в состоянии повышенной готовности, чтобы дать отпор испанцам; экспедиция почти сразу же отступила в Кахабон.
В середине мая 1695 года Гарсия снова двинулся на юг от Кампече со 115 испанскими солдатами и 150 мушкетерами майя, а также рабочими майя и погонщиками мулов; окончательный подсчет составил более 400 человек, что считалось значительной армией в обедневшей провинции Юкатан. Урсуа также приказал двум ротам мушкетеров майя из Теклакс и Окшуцкабо присоединиться к экспедиции в Бёолончен Кавич, примерно в 60 километрах (37 миль) к юго-востоку от города Кампече. В конце мая трое монахов были направлены в испанские войска в сопровождении брата-мирянина. Вторая группа францисканцев продолжила свой путь независимо к Нойпетену, чтобы установить контакт с Ицами; его возглавлял монах Андрес де Авенданьо, которого сопровождал другой монах и брат-мирянин. Гарсия приказал построить форт в Чунтуки, примерно в 25 лигах (примерно 65 миль или 105 км) к северу от озера Петен-Ица, который будет служить главной военной базой для проекта Camino Real («Королевская дорога»).
Рота местных мушкетеров Сайкабочен продвигалась вперед вместе со строителями дорог из Цукцоко в первый город Кеджаче в Чунпиче, из которого бежали Кеджаче. Офицеры компании послали за подкреплением из Гарсии в Цуктоко, но прежде, чем они смогли прибыть, около 25 Кеджаче вернулись в Чунпич с корзинами, чтобы забрать оставленную еду. Нервные часовые Sajkabʼchen опасались, что жители возвращаются в массовом порядке, и стреляли в них из своих мушкетов, после чего обе группы отступали. Затем прибыла рота мушкетеров, чтобы подкрепить своих караулов, и бросилась в бой против приближающихся лучников Кеджаче. В завязавшейся перестрелке несколько мушкетеров были ранены, и Кеяче отступили. по лесной тропе без травм. Рота Сайкабочена пошла по тропе и нашла ещё два заброшенных поселения с большим количеством брошенных продуктов. Они схватили пищу и отступили назад по тропе.
Примерно 3 августа Гарсия двинул всю свою армию вперед к Чунпичу, и к октябрю испанские солдаты обосновались у истока реки Сан-Педро. К ноябрю Цуктоко располагался в Чунтуки в гарнизоне из 86 и более солдат. В декабре 1695 года основные силы были усилены 250 солдатами, из которых 150 были испанцами и пардо, а 100 — майя, вместе с рабочими и погонщиками мулов.

## Экспедиция Авенданьо, июнь 1695
В мае 1695 г. Антонио де Сильва назначил две группы францисканцев отправиться в Петен; первая группа должна была присоединиться к военной экспедиции Гарсии. Вторая группа должна была самостоятельно отправиться к озеру Петен-Ица. Эту вторую группу возглавил монах Андрес де Авенданьо. Авенданьо сопровождали ещё один монах, брат-мирянин и шесть христиан-майя. Эта последняя группа покинула Мериду 2 июня 1695 года. Авенданьо продолжил путь на юг по новой дороге, обнаруживая все больше свидетельств испанской военной активности. Францисканцы обогнали Гарсию в Бкукете, примерно в 12 километрах (7,5 миль) до Цуктоко. 3 августа Гарсия двинулся к Чунпичу, но попытался убедить Авенданьо остаться, чтобы служить заключенным из Буккете. Вместо этого Авенданьо разделил свою группу и тайно ушел с четырьмя товарищами-христианами-майя в поисках Чунпич Кеяче, который напал на одну из передовых рот Гарсии и теперь отступил в лес. Он не смог найти Кеяче, но сумел получить информацию о тропе, ведущей на юг в королевство Ица. Авенданьо вернулся в Цуктоко и пересмотрел свои планы; францисканцам не хватало припасов, и насильственно собравшиеся майя, которых их обвиняли в обращении, ежедневно исчезали обратно в лес. Антонио де Силва приказал Авенданьо вернуться в Мериду, и он прибыл туда 17 сентября 1695 года. Тем временем другая группа францисканцев во главе с Хуаном де Сан Буэнавентурой Чавесом продолжала следовать за строителями дороги на территорию Кехаче через Икс-Бэам, Блаткабо и Чунтуки (современный Чунтунки около Кармелиты, Петен).

## Сан-Буэнавентура среди Кехаче, сентябрь — ноябрь 1695 г.
Небольшая группа францисканцев Хуана де Сан-Буэнавентура прибыла в Чунтуки 30 августа 1695 г. и обнаружила, что армия открыл дорогу на юг ещё на семнадцать лиг (примерно 44,2 мили или 71,1 км), почти на полпути к озеру Петен-Ица, но вернулся в Чунтуки из-за сезонных дождей. Сан-Буэнавентуру сопровождали два монаха и один брат-мирянин. С возвращением Авенданьо в Мериду провинциальный начальник Антонио де Силва отправил двух дополнительных монахов присоединиться к группе Сан-Буэнавентуры. Один из них должен был обратить кеджаче в Цуктоко, а другой должен был сделать то же самое в Чунтуки. 24 октября Сан-Буэнавентура написал начальнику провинции, сообщая, что воинственные Кеяче теперь усмирены и что они сказали ему, что Ица готовы принять испанцев в дружбе. В тот день 62 человека кеяче добровольно приехали в Чунтуки из Пакэккема, где проживали ещё 300 кеджаче. В начале ноября 1695 года монах Томас де Алкосер и брат Лукас де Сан-Франциско были отправлены основать миссию в Паккекеме, где они были хорошо приняты касиком (местным вождем) и его языческим священником. Паккекем находился достаточно далеко от новой испанской дороги, чтобы на неё не было вмешательства военных, и монахи наблюдали за строительством церкви в крупнейшем миссионерском городе на территории Кехаче. Вторая церковь была построена в Bʼatkab для обслуживания более 100 беженцев Kʼejache, которые были собраны там под руководством испанского монаха; в Цуктоко была основана ещё одна церковь, которой руководил другой монах.

## Экспедиция Авенданьо, декабрь 1695 — январь 1696
Францисканец Андрес де Авенданьо покинул Мериду 13 декабря 1695 года и прибыл в Нойпетен около 14 Январь 1696 г. в сопровождении четырёх товарищей. Из Чунтуки они пошли по индийской тропе, которая вела их мимо истока реки Сан-Педро и через крутые карстовые холмы к водопою у руин. Оттуда они пошли по небольшой реке Акте в город Чакан-Ица под названием Саклемакал. Они прибыли на западный берег озера Петен-Ица, где местные жители Ицы тепло встретили их. На следующий день нынешний Ай Кан Эко пересек озеро на восьмидесяти каноэ, чтобы встретить посетителей в портовом городе Нич Чакан-Ица, на западном берегу озера Петен-Ица. Францисканцы вернулись в Нойпетен с Кан Эко и крестили более 300 детей Ицы в течение следующих четырёх дней. Авенданьо безуспешно пытался убедить Кан Эко принять христианство и сдаться испанской короне. Король Ицы процитировал пророчество Ицы и сказал, что время ещё не пришло.
19 января АйКовой, король Ковоя, прибыл в Нойпетен и поговорил с Авенданьо, возражая против принятия христианства и Испанское правило. Дискуссии между Авенданьо, Кан Эко и АйКовой выявили глубокие разногласия среди Ица. Кан Эко узнал о заговоре Ковоя и их союзников с целью устроить засаду и убить францисканцев, и король Ицы посоветовал им вернуться в Мериду через Типудж. Испанские монахи заблудились и перенесли большие трудности, в том числе смерть одного из спутников Авенданьо, но после месяца блуждания по лесу вернулись в Чунтуки, а оттуда вернулись в Мериду.

## Битва при Чоичо. , 2 февраля 1696 г.
К середине января капитан Гарсия де Паредес прибыл на передовую часть Камино Реал в Чунтуки. К настоящему времени у него было всего 90 солдат, плюс рабочие и носильщики. Капитан Педро де Зубиаур, старший офицер Гарсиа, прибыл к озеру Петен-Ица с 60 мушкетерами, двумя францисканцами и союзными юкатекскими воинами майя. Их также сопровождали около 40 носильщиков майя. К ним подошли около 300 каноэ, на борту которых находилось около 2000 воинов Ицы. Воины начали свободно смешиваться с испанской партией, и тогда вспыхнула драка; дюжину испанцев посадили в каноэ, трое из них были убиты. В этот момент испанские солдаты открыли огонь из мушкетов, и Ица отступили через озеро со своими пленными, среди которых были два францисканца. Испанский отряд отступил от берега озера и перегруппировался на открытой местности, где их окружили тысячи воинов Ицы. Зубиаур приказал своим людям произвести залп, в результате которого погибло от 30 до 40 Иц. Понимая, что их безнадежно численно меньше, испанцы отступили к Чунтуки, бросив своих захваченных товарищей на произвол судьбы.
Мартин де Урсуа теперь был убежден, что Кан Эко не сдастся мирно, и начал организовывать тотальный бой. штурм Нойпетена. Работа на дороге была удвоена, и примерно через месяц после битвы при Чоичоу испанцы прибыли к берегу озера, теперь поддержанные артиллерией. Снова собралось большое количество каноэ, и нервные испанские солдаты открыли огонь из пушек и мушкетов; нет сообщений о жертвах среди ица, которые отступили и подняли белый флаг с безопасного расстояния.

## Экспедиция из Верапаса, февраль — март 1696 г.
Ойдор Бартоломе де Амескета возглавил следующую гватемальскую экспедицию против Ица. Он провел своих людей из Кахабона в Мопан, прибыв туда 25 февраля 1696 года. 7 марта капитан Диас де Веласко повел отряд вперед к озеру; его сопровождали двое монахов-доминиканцев и Айкишав, дворянин Ица, попавший в плен во время предыдущей экспедиции Диаса. Когда они подошли к берегу озера Петен-Ица, Эйкшихо был послан впереди в качестве эмиссара в Нойпетен. Группу Диаса заманили в ловушку Ицы, и участники экспедиции были убиты до человека. Два монаха были схвачены и принесены в жертву. Ица убили в общей сложности 87 участников экспедиции, в том числе 50 солдат, двух доминиканцев и около 35 помощников майя.
Амескета покинула Мопан через три дня после Диаса и пошла по следу Диаса к берегу озера. Через неделю он прибыл к озеру с 36 мужчинами. Когда они вели разведку вдоль южного берега возле Нойпетена, их заметили около 30 каноэ Ицы, и ещё несколько каноэ Ицы приближались по суше, но держались на безопасном расстоянии. Амескета крайне подозрительно относился к маленьким каноэ, предложенным Ицей для перевозки его группы в Нойпетен; С наступлением темноты Амескета отступил от берега озера, и его люди заняли позиции на небольшом холме неподалеку. Рано утром он приказал отступить при лунном свете. В Сан-Педро-Мартире он получил известие о посольстве Ицы в Мериде в декабре 1695 г. и очевидной формальной сдаче Ицы испанским властям. Не имея возможности увязать эту новость с потерей своих людей и ужасными условиями в Сан-Педро-Мартире, Амескета оставил свой недостроенный форт и отступил в Гватемалу.

## Нападение на Ноджпетен
Ица продолжались Сопротивление стало серьёзным затруднением для испанских колониальных властей, и солдаты были отправлены из Кампече, чтобы раз и навсегда взять Нойпетен. Мартин де Урсуа-и-Арисменди прибыл на западный берег озера Петен-Ица со своими солдатами 26 февраля 1697 года и однажды построил там хорошо вооруженный боевой катер «Галеота». Галеота несла 114 человек и не менее пяти артиллерийских орудий. Баркас пирагуа, использовавшийся для переправы через реку Сан-Педро, также был доставлен к озеру для нападения на столицу Ицы.
10 марта несколько эмиссаров Ицы и Ялайна прибыли в Чоичоу для переговоров с Урсуа. . Затем Кан Эко послал каноэ с поднятым белым флагом и посланниками, которые предложили мирную капитуляцию. Урсуа принял посольство с миром и три дня спустя пригласил Кана Эко посетить его лагерь. В назначенный день Кан Эко не приехал; вместо этого воины майя собрались вдоль берега и в каноэ на озере.
Утром 13 марта на столицу Кан Эка было начато нападение с помощью водных путей. Урсуа сел на галеоту со 108 солдатами, двумя светскими священниками, пятью личными слугами, крещеным посланником Ицы Аджчаном, его зятем и пленником Ицы из Нойпетена. Штурмовой катер плыл на восток, в сторону столицы Ицы; На полпути через озеро он натолкнулся на большой флот каноэ, раскинувшихся по дуге на подходе к Нойпетену — Урсуа просто приказал плыть через них. Большое количество защитников собралось на берегу Нойпетена и на крышах города. Лучники Ицы начали стрелять в захватчиков с байдарок. Урсуа приказал своим людям не открывать ответный огонь, но несколько его солдат были ранены стрелами; один из раненых выстрелил из мушкета, и в этот момент офицеры потеряли контроль над своими людьми. Защищающая Ица вскоре сбежала от иссушающей испанской артиллерийской стрельбы.
Город пал после короткой, но кровопролитной битвы, в которой погибло много воинов Ицы; испанцы понесли лишь незначительные потери. Испанская бомбардировка привела к большим человеческим жертвам на острове; выжившие Ица покинули свою столицу и поплыли на материк, многие из них умирали в воде. После битвы уцелевшие защитники растворились в лесах, оставив испанцев оккупировать заброшенный город майя. Мартин де Урсуа установил свой штандарт на самой высокой точке острова и переименовал Нойпетен в Нуэстра-Сеньора-де-лос-Ремедиос-и-Сан-Пабло, Лагуна-дель-Ица («Богоматерь лечения и Святой Павел, озеро Ица»). Знать Ицы бежало, рассредоточившись по поселениям майя по всему Петену; в ответ испанцы прочесали регион поисковыми отрядами. Кан Эко вскоре был схвачен с помощью правителя ялаинских майя Чамаха Ксулу; Король Ковож (Aj Kowoj) также был вскоре схвачен вместе с другими дворянами майя и их семьями. После поражения Ицы последнее независимое и непокоренное королевство в Северной и Южной Америке пало перед европейскими колонизаторами.